# Pietra di paragone

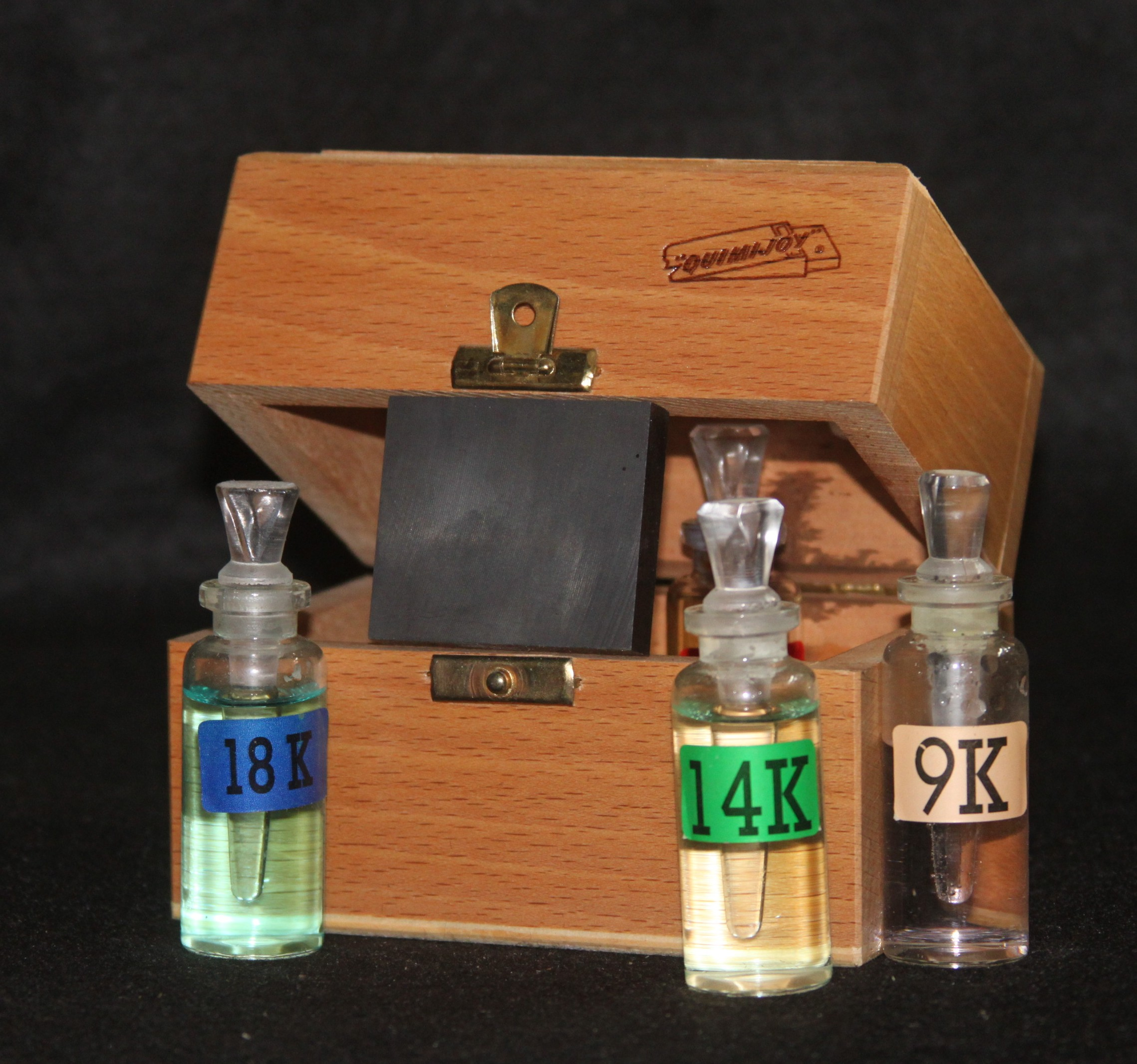
Kit per analisi aurea con pietra di paragone e reagenti chimici

Una pietra di paragone è una tavoletta di pietra scura (basanite, ardesia o lidite), utilizzata per saggiare leghe di metalli preziosi. Ha una superficie a grana fine su cui i metalli teneri lasciano una traccia visibile.

## Storia
Le pietre di paragone furono usate a partire dal periodo Harappah della civiltà della valle dell'Indo (circa 2600-1900 a.C.) per testare la purezza dei metalli teneri. Fu anche usata nell'antica Grecia.

## Utilizzo
Tracciando una linea su una pietra di paragone, l'oro lascerà un segno visibile. Poiché diverse leghe d'oro hanno colori diversi, il campione da analizzare può essere paragonato a campioni di purezza nota. Questo metodo è stato utilizzato fin dai tempi antichi.
Inoltre è possibile eseguire ulteriori test sul segno lasciato, che reagirà in modi diversi a specifiche concentrazioni di acido nitrico o aqua regia: non ci saranno effetti sull'oro a 24 carati ma l'oro a 14 carati mostrerà attività chimica.